# (13248) Fornasier
(13248) Fornasier (1998 MT37) – planetoida z pasa głównego asteroid okrążająca Słońce w ciągu 4,63 lat w średniej odległości 2,78 j.a. Odkryta 24 czerwca 1998 roku.